# François De Bonne
Pour les articles homonymes, voir De Bonne.
François Julien De Bonne , né à Bruxelles, le 10 mai 1789 et y décédé le 1er décembre 1879 fut un homme politique belge francophone libéral.
Il fut magistrat, membre du parlement,, et conseiller provincial de la province de Brabant.